# Benson (Arizona)
Benson is een plaats (city) in de Amerikaanse staat Arizona, en valt bestuurlijk gezien onder Cochise County.

## Demografie
Bij de volkstelling in 2000 werd het aantal inwoners vastgesteld op 4711.
In 2006 is het aantal inwoners door het United States Census Bureau geschat op 4890, een stijging van 179 (3,8%).

## Geografie
Volgens het United States Census Bureau beslaat de plaats een oppervlakte van
92,5 km², geheel bestaande uit land. Benson ligt op ongeveer 1093 m boven zeeniveau.

## Plaatsen in de nabije omgeving
De onderstaande figuur toont nabijgelegen plaatsen in een straal van 40 km rond Benson.